# Georg Fabricius
Georg Fabricius (Chemnitz, 1516 – 1571) è stato un poeta, umanista, archeologo tedesco.
Studiò a Lipsia ed è autore di molte opere sulle antichità romane e su argomenti storico eruditi. Viaggiò in Italia in compagnia  del giovane Wolfgang von Werthern. Arrivato nelle Marche provenendo dal Nord, valicò l'Appennino nei pressi di Fabriano quindi passando da Gubbio raggiunse il Tevere proseguendo lungo il corso dell'Assino dopo aver lasciato il Castello di Monte Cavallo sulla sinistra.  Giunti a Perugia, nel 1542, i due viaggiatori ebbero una brutta accoglienza e furono cacciati la notte. Attraverso differenti tappe ad Assisi, Spello, Foligno, Trevi e il Clitunno giunsero la sera a Spoleto dove passarono invece una serata allegra con amici. «Fabricius vide l'Umbria dei classici latini i cui ricordi echeggiano nei versi del poema», il suo Itinerum  liber unum, scritto in versi latini.

## Opere
- Itinerum liber unum, Basilea 1549